# Amir Pnueli
Amir Pnueli (Nahalal, 22 de abril de 1941 — Nova Iorque, 2 de novembro de 2009) foi um informático israelense.
Introduziu a lógica temporal na ciência da computação e contribuiu para a verificação formal de programas e sistemas, recebendo por isto o Prêmio Turing de 1996.
Pnueli morreu em consequência de um derrame.